# Friesodielsia grandifolia
Friesodielsia grandifolia är en kirimojaväxtart som först beskrevs av Elmer Drew Merrill, och fick sitt nu gällande namn av Ian Mark Turner. Friesodielsia grandifolia ingår i släktet Friesodielsia och familjen kirimojaväxter. Inga underarter finns listade i Catalogue of Life.